# تل أبو صياح
تل أبو صياح، أو خربة الصور، تل أثري يقع بالقرب من قرية أبو صياح إلى الجنوب من مدينة الرصيفة في محافظة الزرقاء في الأردن. تعرض الموقع لخرابٍ شديدٍ نتيجة لعبث الباحثين عن الدفائن الأثرية علماً بأن الموقع يعود للعصر الحجري أي قبل اكتشاف الإنسان للذهب.